# Mehmet Arslan
Mehmet Arslan is een Franse-Turks aanvallende middenvelder.

## Carrière
Arslan speelde tijdens zijn jeugd voor de Franse club FC Metz maar maakte zijn profdebuut voor de Luxemburgse club Jeunesse Esch. Hij maakte in 2020 de overstap naar de Franse club Aubagne FC waar hij anderhalf seizoen speelde in de Franse vierde klasse. In januari 2021 maakte hij de overstap naar reeksgenoot SC Toulon waar hij de rest van het seizoen uitspeelde. In de zomer van 2021 tekende hij bij FC Sète 34 in de Franse derde klasse. In februari 2022 tekende hij bij de Turkse tweedeklasser Istanbulspor maar in maart 2022 werd zijn contract ontbonden.
Voor het seizoen 2022/23 tekende hij bij de Franse vierdeklasser Marignane-Gignac-Côte-Bleue FC waar hij een seizoen speelde.